# كيتانا
كيتانا (الأميرة كيتانا) شخصية خيالية من سلسلة ألعاب مورتال كومبات.

## نظرة عامة
كيتانا إحدى شخصيات مورتال كومبات الرئيسية التي تقف في صف الخير، كيتانا أميرة إيدينيا وابنة الملكة سيندل. عمرها يبلغ أكثر من 10,000 سنة مع أنها تبدو في منتصف العشرينات. لها أهمية كبيرة بالقصة حيث تكون ابنة زوجة شاو كان الوفية؛ ثم تصبح عدوته، حيث تكون في قبضته ثم تذهب لتحرر موطنها عالم إيدينيا؛ ثم تقود جيشاً إلى العالم الخارجي لتمنع أي فرصة تسمح لشاو كان بالعودة إلى السلطة.
تقودها بحث العدالة والإصلاح والسلام، كيتانا مزيج قوي من الحب والانضباط والذكاء. وقعت هي والأرضي ليو كانغ في الحب حتى تم قتله على يد الحلف المميت. وقفت في الجانب الخير مع أن كانت وفية لشاو كان أغلب حياتها حتى عرفت الحقيقة عن ماضيها وعائلتها. لكيتانا نسخة شريرة اسمها ميلينا وهي عدوتها الرئيسية.

## المرجع
Kitana